# Khantaïka
La Khantaïka (en russe : Хантайка) est une rivière de Russie qui coule en Sibérie dans le nord du krai de Krasnoïarsk. C'est un affluent de l'Ienisseï en rive droite.

## Géographie
Le bassin de la Khantaïka a une superficie de 30 700 km2 (surface de taille plus ou moins équivalente à celle de la Belgique ou de la république d'Haïti).
Sa longueur est de 174 kilomètres.
Son débit moyen à la confluence est de 560 m3/s.  
La Khantaïka prend sa source au nord du cercle polaire arctique, en tant qu'émissaire du lac de Khantaï. Au sortir de ce lac, la Khantaïka  grossie de nombreux affluents s'oriente vers l'ouest, traverse le lac du barrage d'Oust-Khantaïka (Усть-Хантайская ГЭС - Oust-Khantaïskaïa GuES), et finit par rejoindre l'Ienisseï en rive droite au niveau de la localité d'Agapitovo, 60 kilomètres au nord du port fluvial d'Igarka.

## Le gel
La rivière est prise par les glaces dès le mois d'octobre, et reste gelée jusqu'à la première quinzaine de juin.
Le bassin versant de la Khantaïka, comme l'ensemble de la partie septentrionale du plateau de Sibérie centrale, repose totalement sur un épais manteau de sol gelé en permanence ou pergélisol, en l'occurrence jusqu'à une profondeur de plus de 300 mètres en général.

## Affluents
- le Gorbiatchin (3 700 km2, 70 m3/s) conflue en rive gauche au niveau du lac du barrage d'Oust-Khantaïka.

## Hydrométrie

### Les débits mensuels à Sejnogorsk
Le débit de la Khantaïka a été observé pendant 32 ans (durant la période 1958-1998) à Sejnogorsk, au sortir du barrage d'Oust-Khantaïka, à 63 kilomètres de son confluent avec l'Ienisseï. 
Les eaux de la rivière sont stockées dans le lac de retenue lors des crues de printemps; puis sont relâchées l'hiver suivant, dans le but de produire un maximum d'énergie lorsque l'on en a le plus besoin, en hiver. De ce fait les débits observés ne traduisent plus le rythme saisonnier naturel. Le graphique suivant a donc un but purement illustratif.
Le débit inter annuel moyen ou module observé à Sejnogorsk sur cette période était de 549 m3/s pour une surface incluse dans l'observation de 29 700 km2, soit 97 % de la totalité du bassin versant de la rivière qui en compte 30 700.
La lame d'eau écoulée dans le bassin atteint ainsi le chiffre de 584 millimètres par an, ce qui doit être considéré comme très élevé, et résulte de l'abondance des précipitations arrosant les monts Poutorana. 

### Les débits mensuels à la sortie du lac Maloe Khantaïskoe
Le débit de la Khantaïka a été observé pendant 27 ans (durant la période 1968-1998) à la sortie du lac Maloe Khantaïskoe, c'est-à-dire peu après sa naissance, à 164 kilomètres de son point de confluence. 
Le débit inter annuel moyen ou module observé à la sortie du lac, durant cette période était de 271 m3/s pour une surface drainée de 12 300 km2, soit 40 % de l'ensemble du bassin versant de la rivière.
La lame d'eau écoulée dans cette partie du bassin atteint ainsi le chiffre très élevé de 695 millimètres par an, chiffre lié aux précipitations des monts Poutorana, très importantes pour ces hautes latitudes. 
Cours d'eau alimenté avant tout par la fonte des neiges et des glaces, mais aussi par les pluies de l'été et de l'automne, la Khantaïka a un régime nivo-glaciaire. 
Les hautes eaux se déroulent au printemps, de juin à août, avec un pic en juillet, ce qui correspond au dégel et à la fonte des neiges et des glaces. Dès le mois d'août, le débit baisse, et cette baisse se poursuit progressivement jusqu'au mois d'octobre. En novembre-décembre, le débit chute de manière importante, ce qui constitue le début de la période des basses eaux, laquelle se déroule de novembre à mai. 